# Posthof (Regensburg)

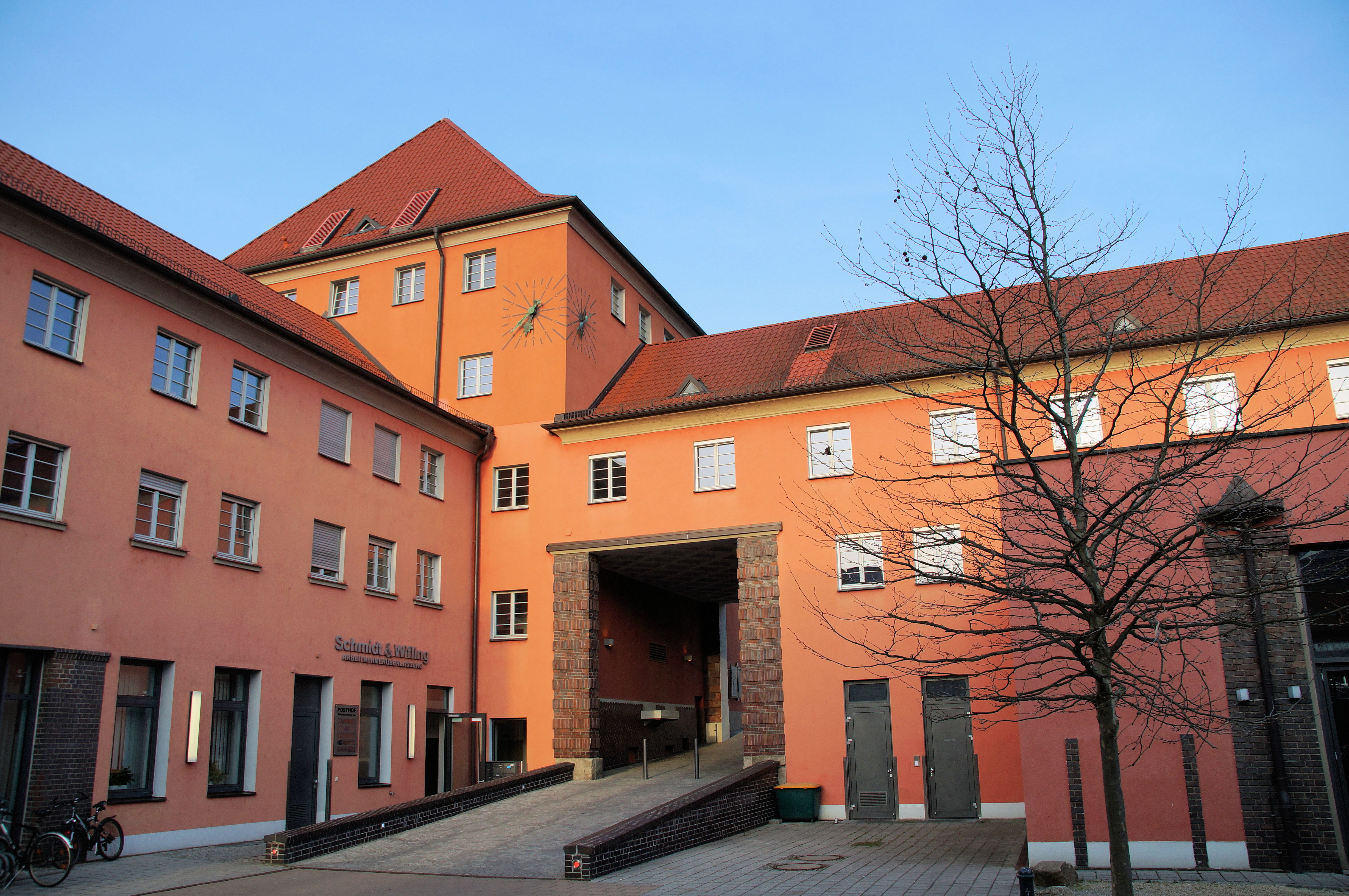
Posthof, Innenhofperspektive

Der Posthof ist ein Baudenkmal im Regensburger Stadtteil Galgenberg mit den Adressen Friedenstraße 28, 30 und 32, Galgenbergstraße 4, Schikanederstraße 2, 2a und 2b, sowie für die drei innenliegenden Neubauten Galgenbergstraße 2a, 2b und 2c.

## Geschichte und Architektur
Der Posthof wurde 1925–1927 als Kraftpostwerkstatt Regensburg (Depot und Werkstatt für Postbusse und für Fahrzeuge des Zustelldienstes) von der Oberpostdirektion Regensburg errichtet und erinnert damit an eine Blütezeit des Kraftpostwesens. Außerdem enthielt der Baukomplex im Flügel an der Friedenstraße Postbediensteten-Wohnungen, da die Deutsche Reichspost wie auch die Deutsche Reichsbahn und viele Unternehmen in dieser Zeit wegen des allgemeinen Wohnraummangels eigenen Wohnungsbau für ihre Mitarbeiter betrieben.
Die drei Flügel der nach Westen offenen Anlage sind wegen des ansteigenden Geländes bei gleicher Firsthöhe an der Schikanederstraße zweigeschossig und an der Friedenstraße dreigeschossig. Lediglich der nordöstliche Ecktrakt ist viergeschossig und setzt damit einen auf die Annäherung von der Stadtmitte her über die Galgenbergbrücke ausgerichteten städtebaulichen Akzent. Alle Bauteile sind mit Walmdächern gedeckt, die Straßenfassade des Wohntrakts an der Friedenstraße ist durch Treppenhaus-Risalite gegliedert und mit dekorativem Fassadenschmuck versehen.

## Heutige Nutzung
Der Posthof wurde in den 2000er Jahren saniert. Dabei entstanden in seinem Innenhof drei von den Architekten Schumann & Partenfelder geplante Neubauten mit Glas-Aluminium-Fassade. Insgesamt umfasst das Gebäude nun 16.000 m² Bürofläche und eine 250 Stellplätze umfassende Tiefgarage. Unter anderem haben dort die LBS Vertriebsdirektion Oberpfalz, eine Berlitz Sprachschule und das Verkehrsunternehmen Agilis ihren Sitz. Im Juni 2012 wurde das Ensemble von Kristensen Properties an JP Commercial verkauft.